# Logger

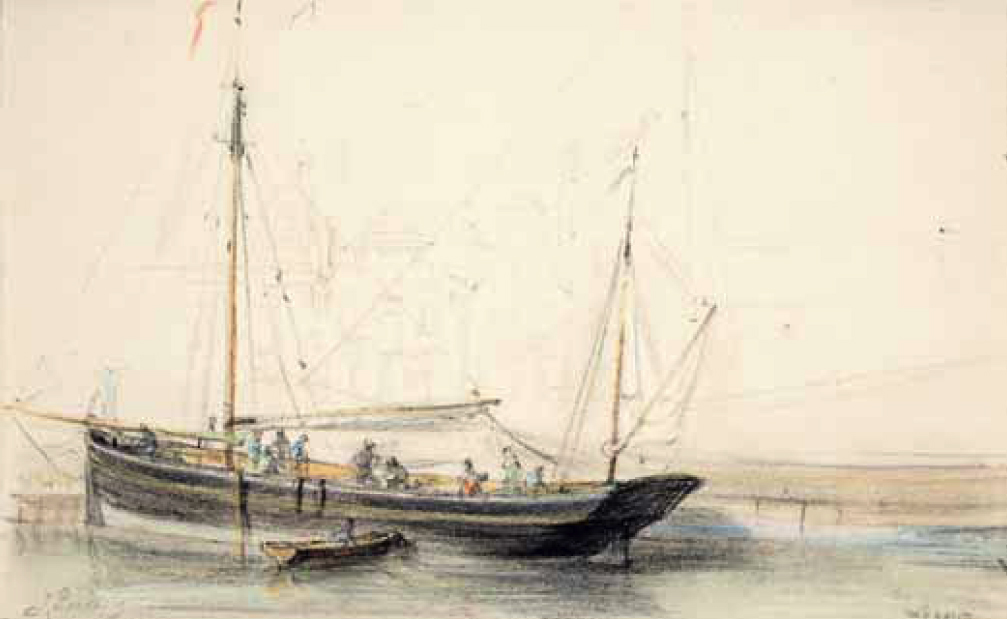
Houten logger van het weinig voorkomende type 'platgat'. (Jan Ensing, ca. 1875)

De logger is van oorsprong een gezeild Frans houten zeevissersvaartuig dat in 1866 voor het eerst in Nederland werd geïntroduceerd. Het werd specifiek in gebruik gesteld voor de vleetvisserij op haring. Tot na het midden van de twintigste eeuw zou het scheepstype, inmiddels met een stalen romp en dieselaandrijving, de Nederlandse vissersvloot domineren.

## Geschiedenis
De Visserijwet van 1857 maakte een einde aan allerlei beperkingen aan de bouwwijze en het gebruik van schepen voor de haringvangst, die al eeuwenlang op dezelfde wijze werd uitgeoefend. Ook werd het gebruik van katoen in plaats van het traditionele hennep voor de visnetten onder de nieuwe wet toegestaan, waardoor ze lichter waren, en grotere netten konden worden gebruikt. In het buitenland, waar geen beperkende wetten golden, had de haringvangst zich verder ontwikkeld.
De Scheveningse reder Adrien Eugène Maas was van mening dat de, toen voor de zeevisserij gebruikte, plompe bomschuit een te traag zeilschip was. Ze was voor de plaatselijke vleetvisserij, die sterk in opkomst was, niet goed bruikbaar. Maas liet daarom in Boulogne sur Mer (Frankrijk) een ranker, en dus sneller, vissersvaartuig bouwen naar een Frans scheepsmodel dat daar lougre werd genoemd. In Nederland werd het geïntroduceerde vaartuig al spoedig aangeduid als logger. Het schip was expliciet bestemd voor de Noordzeevisserij op haring. Daarvoor waren speciale haringnetten, de zogeheten vleet in gebruik.
De eerste Nederlandse (zeil)logger betrof een driemaster die de naam "Scheveningen" en het registratienummer SN 1 kreeg. Op schepen ter visserij is de lettercode van de thuishaven en een volgnummer aangebracht. De aanduiding SN voor Scheveningen zou later wijzigen in SCH. Aangezien Scheveningen - evenals alle andere Noordzeedorpen - nog geen haven telde, werd de nieuwe aanwinst in Vlaardingen gestationeerd. Nog in hetzelfde jaar bestelde Maas twee nieuwe zeilloggers bij Vlaardingse scheepswerven. Deze schepen kregen de namen "Hollander" en "Arnoldine Marie" en liepen op 4 april 1867 van stapel. De afmetingen van de eerste logger waren: lengte 17 meter, breedte 5,55 meter, diepte 2,40 meter en inhoud 45 à 50 ton. Andere vissersdorpen en -steden pasten weldra met de logger hun vloot aan.

## Tuigage
De eerste Scheveningse logger had een tuigage in de vorm van masttuigage en emmerzeilen zoals in Frankrijk veel in gebruik was. Bij de Nederlandse vissers viel deze tuigage niet in de smaak. Al spoedig ging men over op het zogenaamde kottertuig: een voor- of fokkenmast en een bezaansmast, beide met gaffelzeilen. Er is geen scheepstype waaraan in de loop van de jaren zoveel is veranderd als de logger.
In 1910 namen 501 zeilloggers deel aan de haringvangst. Scheveningen stond aan kop met 185 loggers. In 1920 telde men 493 zeilloggers en 29 motorloggers; in 1930 ging het om nog slechts twee zeilloggers en 229 motorloggers. In dat jaar voeren de laatste zeilloggers uit ter haringvangst.
Verklaring van de nummering in de tekening hiernaast. Het betreft een oudere vorm van tuigage: 1. Emmer- of Loggerzeil, 2. Druiltopzeil, 3. Druil, 4. Voor- of Fokkenmast, 5. Bezaansmast, 6. Giek.

## Indeling
De indeling van de logger was geheel afgestemd op de vleetvisserij: die betrof het vangen, verwerken en aanvoeren van pekelharing. Bovendien moest worden gerekend op een wekenlang verblijf van de bemanning op zee. De volgende ruimten en ruimen waren aanwezig op een logger: het verblijf voor de lagere bemanning, de droogruimte, de tier- of laadruimen voor de tonnen, de nettenruimen, het reepruim en het verblijf voor de schipper en de stuurman. Geheel voorin was het kabelgat: een ruimte voor de ankerketting. Het kabelgat, met de daaronder gelegen voorpiek, was versterkt met waterdichte schotten ofwel het aanvaringsschot.
In de laadruimen werden op de heenreis de lege, alsook de met zout gevulde tonnen opgeslagen. Op de terugreis was het zout geheel of goeddeels verbruikt (verzouten); per vier tonnen of kantjes haring was standaard één ton of vat zout gebruikt. Alle aan boord zijnde tonnen waren nu gevuld met de gekaakte en gezouten haring en daarna opgeslagen in de laadruimen. De droogruimte was bedoeld voor de opslag van proviand. Sommige loggers waren uitgerust met een platte achterzijde; in visserskringen sprak men dan over een 'platgat'.
Een groot deel van de loggers was gebouwd in het eerste decennium van de 20ste eeuw. De houten logger ging in de 20ste eeuw spoedig plaatsmaken voor de zogenoemde stalen logger. Verder werden de schepen voorzien van motoren. Na de Tweede Wereldoorlog kwamen deze oudere schepen opnieuw in gebruik, ze bleven nog vele jaren operationeel. Dit bracht met zich mee dat met name de ronduit primitieve leefomstandigheden op de schepen niet meer overeenkwam met wat algemeen acceptabel werd geacht. Bij de bouw van moderne naoorlogse loggers werd het verblijf van de visserman aan boord aangepast aan de eisen van de tijd.

## Bemanning
Het onderdekse verblijf van de lagere bemanning - ook wel het vrondel, vooronder of voorin genoemd - was berekend op omstreeks 12 mannen. In dit voorin werd verbleven, geslapen, gegeten en gekookt. Er bestond een gering verschil in aantallen bemanningsleden waar het de verschillende vissersplaatsen betrof. Bij Vlaardingen telde men onder de lagere bemanningsleden één man meer dan bijvoorbeeld bij Scheveningen en Katwijk. De schipper en de stuurman hadden hun onderdekse verblijf in het zogeheten achterin. Toen de loggervloot in de loop van de jaren twintig van de 20ste eeuw werd gemotoriseerd kwam de motordrijver of monteur in beeld. Deze verbleef samen met de schipper en de stuurman in het achterin.
De schipper en de stuurman waren goeddeels meewerkende leidinggevenden. De matrozen waren volwaardige haringvissers; de kok was een hunner. Een 7/8ste matroos kon ruim genomen worden beschouwd als een lichtmatroos; hij verdiende iets minder dan een volwaardige matroos. Vaak was er aan boord sprake van twee in plaats van één oudste. Daarnaast telde men een jongste, een reepschieter en een afhouder als in rang opklimmende leerjongens. Het was niet ongebruikelijk dat een reder, waar het ging om een fortuinlijke schipper, ook diens zoon liet opklimmen tot de eindrang van schipper. De opdeling en de rangen waren als volgt:
- schipper
- stuurman
- motordrijver of monteur
- matroos (5)
- matroos-kok
- jongmatroos, aangeduid als 7/8ste
- oudste (1 of 2)
- jongste
- reepschieter
- afhouder

### Voeding
In het vooronder van de oudere loggers werd eveneens gekookt; er was geen sprake van een apart kombuis. Met name bij deze vooroorlogse loggers was het koken van eten een beperkte bezigheid. Een der oudere matrozen was daarom naast visserman tevens kok. Zijn mogelijkheden waren primitief en zeer beperkt; hij werkte dan ook goeddeels mee met de overige matrozen. Meegevoerde peulvruchten als bruine bonen, grauwe erwten en groene erwten of een daarvan gebrouwen soep vormden samen met rijst of gort de hoofdbestanddelen van het dagelijkse eten.
Van vlees was vanwege de beperkte houdbaarheid geen sprake. In plaats daarvan was er spek. Verder maakte meegenomen brood, dat eveneens zeer beperkt houdbaar was, zeer weldra plaats voor de zogenaamde zeekaak, de scheepsbeschuit.
Op de zondagen werd niet gevist: dit was naar Bijbelse opvattingen een rustdag. Die rustperiode werd al op zaterdagavond ingeluid door het bakken en eten van pannenkoeken. Dit bakken behoorde tot een der taken van een oudste.

### Gage
Onder de bemanning werd omstreeks 25% van de besomming opgedeeld; genoemd percentage is een aanname want het wisselde nogal in de loop van de tijd van lager naar hoger. Het bewuste bedrag werd via een bepaald rekensysteem omgezet in z.g. achtsten. Een schipper kreeg 16/8e -, de stuurman 12/8e -, de motordrijver 10/8e -, een matroos 8/8e -, een jongste matroos 7/8e -, de oudste 6/8e -, de jongste 5/8e -, de reepschieter 4/8e -, de afhouder 3/8e deel.

### Bedreiging
In Scheveningen ontstond een verschil van mening rond de verschijning van het fenomeen 'logger'. Deze was geïntroduceerd door plaatsgenoot A.E. Maas. De tegenstanders waren vissers en stuurlui die de logger zagen als een bedreiging van hun eeuwenoude visserij met de bomschuit. Men verwachtte overlopers die de bomschuiten achter zich zouden laten en zouden kiezen voor de logger. Wat die tegenstanders vreesden gebeurde: jonge vissers maakten de overstap. Zij kregen de benaming 'loggerman' en moesten langere tijd vrezen voor bedreigingen die in de vorm van lichamelijk geweld werden geconcretiseerd.
Ook in Katwijk was de logger een bedreiging voor de bestaande visserij met bomschuiten. Deze laatste werden met paarden het strand op getrokken, iets wat niet kon met loggers vanwege hun diepere kiel. Aangezien Katwijk nooit een zeehaven heeft gekregen, moesten de vissers met hun loggers uitwijken naar andere havens, zoals Scheveningen en IJmuiden. Na de Eerste Wereldoorlog verdwenen de laatste bomschuiten van het Katwijkse strand.